# Angelo Calabrese
Angelo Calabrese (Trieste, 16 luglio 1888 – Roma, 2 marzo 1959) è stato un attore italiano.

## Biografia
Nel 1938 viene scritturato dalla radio EIAR di Roma come componente della Compagnia di prosa del teatro radiofonico, lavoro che manterrà anche nel dopoguerra sino alla fine degli anni 50, prendendo parte a centinaia di Radiodrammi e commedie, lavorando accanto ad attori come Ubaldo Lay, Elena Da Venezia, Stefano Sibaldi, Nella Maria Bonora, Fernando Farese, Jolanda Verdirosi, Franco Becci e registi come Anton Giulio Majano, Enzo Ferrieri e Guglielmo Morandi.
Nel 1950 è protagonista negli episodi settimanali "Il Commissario Maigret" con la Compagnia di prosa di Radio Roma e la regia di Anton Giulio Majano.

## Prosa teatrale
- Le Rozeno di Camillo Antona Traversi, regia di Anton Giulio Bragaglia. Teatro Nuovo di Milano, 13 ottobre 1942.

## Prosa radiofonica Rai

Carlo D'Angelo, Lya Curci, Pina Cei, Sergio Tofano, Anna Rosa Garatti e Angelo Calabrese negli studi radiofonici RAI ne L'anatra selvatica di Ibsen 1956.

- I due sordi, farsa di Giulio Moniaux, regia di Guglielmo Morandi, trasmessa il 27 dicembre 1945.
- Antigone di Jean Anouilh, regia di Guglielmo Morandi, trasmessa il 19 giugno 1946.
- La dama romantica ed il medico omeopatico, commedia di Leo Di Castelvecchio, regia di Guglielmo Morandi, trasmessa il 30 gennaio 1947
- Il romanzo di un giovane povero di Octave Feuillet, regia di Pietro Masserano Taricco, trasmessa il 5 marzo 1949.
- Autunno, commedia di Gherardo Gherardi, regia di Guglielmo Morandi, trasmessa il 11 aprile 1949.
- Interno borghese, commedia di Noel Coward, regia di Pietro Masserano Taricco, trasmessa il 29 maggio 1949
- Il bosco di Lob, di James M. Barrie, regia di Guglielmo Morandi, trasmessa il 4 agosto 1949.
- La febbre del fieno di Noël Coward, regia di Pietro Masserano Taricco, trasmessa l'8 agosto 1949.
- Angeli e colori di Carlo Linati, regia di Pietro Masserano Taricco, trasmessa il 18 maggio 1950.
- Gli errori di Giosuè di Ugo Ronfani, regia di Alberto Casella, trasmessa il 16 novembre 1951.
- La cena delle beffe di Sem Benelli, Compagnia di Prosa della Radio Italiana, regia di Anton Giulio Majano, trasmessa il 17 novembre 1951.

## Filmografia

Angelo Calabrese ne La primula bianca (1946)

- Rossini, regia di Mario Bonnard (1942)
- La casa senza tempo, regia di Andrea Forzano (1943)
- La signora in nero, regia di Nunzio Malasomma (1943)
- Tutta la città canta, regia di Riccardo Freda (1945)
- Il testimone, regia di Pietro Germi (1946)
- L'adultera, regia di Duilio Coletti (1946)
- Aquila nera, regia di Riccardo Freda (1946)
- La primula bianca, regia di Carlo Ludovico Bragaglia (1947)
- Il diavolo bianco, regia di Nunzio Malasomma (1947)
- L'ebreo errante, regia di Goffredo Alessandrini (1948)